# Begonia cavaleriei
Begonia cavaleriei là một loài thực vật thuộc họ Begoniaceae. Đây là loài đặc hữu của Trung Quốc.